# Anthony Bowie
Anthony Lee Bowie (ur. 9 listopada 1963 w Tulsie) – amerykański koszykarz, występujący na pozycjach rzucającego obrońcy lub niskiego skrzydłowego, po zakońćzeniu kariery zawodniczej trener koszykarski.

## Osiągnięcia
Na podstawie, o ile nie zaznaczono inaczej.
NCAA
- Uczestnik rozgrywek:
  - Elite 8 turnieju NCAA (1985)
  - II rundy turnieju NCAA (1985, 1986)
- Mistrz:
  - turnieju konferencji (1985)
  - sezonu regularnego (1985)

NBA
- Wicemistrz NBA (1995)
- Lider play-off w skuteczności rzutów za 3 punkty (1995)[3]

Drużynowe
- Mistrz:
  - Euroligi (1999)
  - Ligi Północnoeuropejskiej (1999)
  - Rosji (2002)
  - Litwy (1999)
- 4. miejsce w mistrzostwach Grecji (2000)
- Zdobywca pucharu:
  - Saporty (2000)
  - Grecji (2000)
- Finalista superpucharu Włoch (1996)

Indywidualne
- MVP:
  - finałów pucharu Saporty (2000)
  - CBA (1989)
- Zaliczony do I składu CBA (1989)
- Uczestnik meczu gwiazd FIBA EuroStars (1999)